# Grundelstierna
Grundelstierna var en svensk adelsätt.
Ätten utgjordes av två grenar. Äldsta grenens stamfader var Henric Müller som var rådman i Lübeck på 1600-talet. Hans son Henric Müller inflyttade till Stockholm där han blev guldsmedsmästare, och gifte sig med dottern till guldsmedernas ålderman Elsa Grundel vars farbror Jacob adlades med namnet Grundel. Deras son Albin var kammarråd och adlades år 1719 med namnet Grundelstierna, samt introducerades på nummer 1 612. Han var gift två gånger. Första hustrun, Margareta Rudbeckia var på mödernet släkt med Odelstierna och var ättling till Erik Odhelius, Bureätten och en västgötsk frälseätt. Andra hustrun var Catharina Insenstierna, men inget barn från det äktenskapet förde ätten vidare. En son i första äktenskapet gick i rysk tjänst och avled barnlös utrikes. En annan son, Carl Henrik Grundelstierna till Olhamra var faktor vid en såpfabrik men likaledes barnlös. Dottern Catharina Margareta gifte sig med Julius Göös.
Denne Julius Göös var son till kyrkoherden Laurentius Gahm och Margareta Göös. Modern var dotter till hovpredikanten Julius Göös och Marita Rolandsdotter Bure, en syster till Katarina Bure. Han hade alltså upptagit moderns släktnamn Göös. Julius Göös d.y. var advokatfiskal i Kammarkollegium och var sedan ett år gift med Catharina Margareta när hennes far adlades. Såsom svärson adlades därför även Julius Göös d.y. med nament Grundelstierna år 1719 och introducerades på samma nummer som svärfadern. Paret fick två barn, en dotter gift Stierncrona, och sonen Albin Grundelstierna till Olhamra som han gjorde till fideikommiss. Hans hustru Elisabeth Törner, var dotter till rådmannen Samuel Törner i Stockholm. Deras dotter Christina Charlotta gifte sig Hallencreutz, och ätten fortlevde på svärdssidan med protokollsekreteraren Julius Grundelstierna och hans hustru som tillhörde den ointroducerade ätten Olivestam. Äldste sonen Albin Julius var ryttmästare vid Adelsfanan, bosatt i Stora Mellösa och gift med en Wijnbladh. Döttrarna gifte sig Boije af Gennäs och med en lantbrukare på orten.
Släkten är numera utgången.